# Oetker (Familie)
Oetker ist der Name einer deutschen Unternehmerfamilie, die mit der Dr. August Oetker KG verbunden ist. August Oetker entwickelte 1893 in seiner Apotheke in Bielefeld Backpulver. Das Unternehmen zählte im Jahre 2010 über 25.000 Mitarbeiter.
Die Familie Oetker gehört zu den reichsten Deutschen.

## Genealogie
- Heinrich Christian Oetker und Philippine Frederike Oetker geb. Grebe, eine Schwester von Sophie Wilhelmine (* 1808) und verheiratete Dohme
  - August Adolf Oetker (1834–1890) und Bertha geb. Westphal
    - August Oetker (1862–1918) und Caroline (1867–1945) geb. Jacobi[1]
      - Rudolf Oetker (1889–1916) und Ida (1891–1944) geb. Meyer, ab 1919 Ida Kaselowsky, verh. mit Richard Kaselowsky
        - Ursula Oetker (1915–2005) geb. Oetker
          - Arend Oetker (* 1939) 1. Claudia geb. Wolff v. Amerongen 2. Brigitte Oetker geb. Conzen
            - Marie Theres Schnell, geb. Oetker (* 1976)[2]
            - Johanna Oetker (* 1979)[3]
            - Leopold Oetker (* 1983)[4]
            - Clara Oetker (* 1990)
            - Ludwig Oetker (* 1993)

        - Rudolf-August Oetker (1916–2007) und  1. Marlene geb. Ahlmann 2. Susanna Oetker geb. Jantsch-Schuster 3. Marianne von Malaisé (1934)
          - Rosely Schweizer (* 1940) geb. Oetker 1. Folkart Schweizer
            - Rudolf Louis Oetker

          - August Oetker (* 1944) 1. Georgia geb. Dill 2. Alexandra geb. Avé-Lallement 3. Nina geb. Esdar
            - Alexander Oetker
            - Philip Oetker

          - Bergit Gräfin Douglas (* 1947) geb. Oetker 1. Christoph von Luttitz 2. Christoph Archibald Graf von Douglas
          - Christian Oetker (* 1948) 1. Daniela
          - Richard Oetker (* 1951) 1. Marion 2. Tatjana geb. von La Valette
          - Alfred Oetker (* 1967) und Donna Elvira geb. Grimaldi di Nixima
          - Carl Ferdinand Oetker (* 1972)
          - Julia Oetker (* 1979) 1. José Antonio Ruiz-Berdejo y Sigurtà

    - Anna Frederike Oetker (1863–1865)
    - Albert Oetker (1865–1930)
    - Louis Oetker (1866–1933) und Minna (1876–1950) geb. Dreyer
      - Heinrich (Heinz) Oetker (1899–1940)
      - Annemarie Oetker (1900–1947) und Konstantin Brückner (1884–1961)
      - Magarete Oetker (1909–1984) und Georg Wellershaus (1905–1974)

    - Carl Christian Oetker (1869–1953)
      - Karl Oetker (1896–1957)

    - Bertha Frederike Oetker (1871–1871)
    - Augusta Oetker (* 1871)
    - Helene Oetker (* 1875)
    - Eduard Oetker (1875–1913)
    - Carl Emil Oetker (1876–1877)
      -         -           - Renate Oetker
          - Ernst August Oetker (1941–2016)
          - Regine Oetker (1944–2022)
          - Roland Oetker (1949)
            - Friederich Oetker (1982)

  - Caroline Frederike (1837–1840)
  - Albert Ferdinand Oetker (1839–1909) und Emilie geb. Peters
    - Karl Oetker (1873–1889)
    - Rudolf Oetker (1874–1930)
      - Rolf-Bernd Oetker (1901–1970) und Gabriele geb. Kast
        - Rudolf Oetker (1932–2020)
        - Dieter Oetker-Kast (* 1934)
        - Peter Oetker (* 1941)

  - Carl Ludwig Oetker (1842–1920)
    - Robert Oetker (1868–1913)

  - Louis Carl Oetker (1844–1884)

Mit einem Vermögen von 7,7 Milliarden Euro (2014) zählt die Familie zu den reichsten Deutschen.